# Diamante (álbum)
Diamante é o sétimo álbum de estúdio da cantora Damares, sendo este seu primeiro lançamento pela gravadora Sony Music Brasil. Produzido por Melk Carvalhedo, o disco teve a participação de Lázaro e por vender mais de 160 mil cópias foi certificado pela ABPD como disco de platina duplo. Em 2013, o álbum ultrapassou a marca de quinhentas mil cópias.
A música Consolador é uma regravação da canção de Rayssa e Ravel, no álbum Como Você Nunca Viu.
No dia 13 de outubro de 2012, a cantora esteve no Programa Raul Gil do canal SBT, cantando o single Um Novo Vencedor. No dia da apresentação o diretor da Sony Music, Mauricio Soares divulgou que o disco ultrapassa a venda de 400 mil unidades, e ela recebeu disco de diamante no palco.
O trabalho também foi indicado em 3 categorias no Troféu Promessas de 2011, tendo vencido em "Melhor CD", concorrendo com mais dezenove discos, alcançando assim o reconhecimento do público.
O playback do CD conquistou em 2013, disco de platina. No dia 14 de novembro de 2013, o canal de Damares na VEVO liberou um lyric video da canção Fim do Mundo, sendo um fato estranho, pois o lançamento deste vídeo veio a acontecer depois de 3 anos, após o lançamento do álbum em que a canção faz parte.

## Faixas
| Críticas profissionais | Críticas profissionais |
| Avaliações da crítica  | Avaliações da crítica  |
| Fonte                  | Avaliação              |
| ---------------------- | ---------------------- |
| Gospel Channel Brasil  | [ 12 ]                 |
| Super Gospel           | (favorável)            |
| Casa Gospel            | (Positiva)             |

| N.º | Título                            | Compositor(es)   | Duração |  |
| 1.  | "Diamante"                        | Agailton Silva   | 6:15    |  |
| 2.  | "De Repente"                      | Dill             | 4:50    |  |
| 3.  | "Um Novo Vencedor"                | Agailton Silva   | 6:20    |  |
| 4.  | "Glória"                          | Irmãs Andradas   | 5:35    |  |
| 5.  | "Fim do Mundo"                    | Agailton Silva   | 7:30    |  |
| 6.  | "Sacrifício e Adoração"           | Lázaro e Eduardo | 5:50    |  |
| 7.  | "Na Mesa do Rei"                  | Tângela Vieira   | 4:55    |  |
| 8.  | "Derrama Shekináh" (Part. Lázaro) | Agailton Silva   | 4:35    |  |
| 9.  | "Quem Viver Verá"                 | Agailton Silva   | 4:55    |  |
| 10. | "Adoração sem Fim"                | Roberto Reis     | 4:35    |  |
| 11. | "Ação de Deus"                    | Agailton Silva   | 5:15    |  |
| 12. | "Preciosidade"                    | Irmãs Andradas   | 5:00    |  |
| 13. | "O Brasil é do Senhor"            | Agailton Silva   | 4:10    |  |
| 14. | "Consolador"                      | Anderson Freire  | 5:05    |  |

## Indicações e Prêmio

### Troféu Promessas
| Ano  | Categoria                          | Resultado |
| ---- | ---------------------------------- | --------- |
| 2011 | Melhor Clipe - "Um Novo Vencedor"  | Indicado  |
| 2011 | Melhor Música - "Um Novo Vencedor" | Indicado  |
| 2011 | Melhor CD                          | Venceu    |

## Certificações
| País   | Empresa | Certificação       | Vendas   |
| ------ | ------- | ------------------ | -------- |
| Brasil | ABPD    | Ouro               | +40,000  |
| Brasil | ABPD    | Platina            | +80.000  |
| Brasil | ABPD    | 2× Platina         | +200.000 |
| Brasil | ABPD    | 3× Platina         | +300.000 |
| Brasil | ABPD    | Platina (Playback) | +80.000  |